# Филип (Хесен-Филипстал)
Вижте пояснителната страница за други личности с името Филип.
Филип фон Хесен-Филипстал (на немски: Philipp von Hessen-Philippsthal, * 14 декември 1655, Касел, † 18 юни 1721, Аахен) от Дом Хесен, е ландграф на Хесен-Филипстал от 1663 до 1721 г.

## Биография
Той е третият син на ландграф Вилхелм VI от Хесен-Касел (1629 – 1663) и съпругата му Хедвиг София фон Бранденбург (1623 – 1683), дъщеря на курфюрст Георг Вилхелм фон Бранденбург и на Елизабет Шарлота фон Пфалц
Филип основава страничната хесенска линия Хесен-Филипстал. От завещанието на баща му той получава рента, а от наследството на майка му получава половината от двореца и наследствения фогтай Бархфелд. През 1678 г. Филип получава от брат си Карл, след измирането на фамилията фон Версебе, дворец и имение Херлесхаузен.
През 1683 г. Филип участва в битката на Каленберг при Виена. Той получава бившия манастир Кройцберг (или Кройцбург) на Вера, където през 1685 г. си построява дворец Филипстал.

## Деца
Филип се жени на 16 април 1680 г. в Касел за Катарина Амалия фон Золмс-Лаубах (1654 – 1736), дъщеря на граф Карл Ото фон Золмс-Лаубах, с която има децата:
- Вилхелмина Хедвиг (1681 – 1699)
- Карл (1682 – 1770), ландграф на Хесен-Филипстал
- Амалия (1684 – 1754)
- Амьона (1685 – 1686)
- Филип (1686 – 1717)
- Фридерика Хенриета (1688 – 1761)
- Вилхелм (1692 – 1761), ландграф на Хесен-Филипстал-Бархфелд
- София (1695 – 1728), ∞ 1723 херцог Петер Август фон Холщайн-Бек (1696 – 1775)